# BizDevOps
BizDevOps(ビズデブオプス)は開発部門と運用部門を密に連携するDevOpsにビジネス部門を加えた３者で協力してIT推進を行う事を指す。
企業情報システム(IS)は一般的に大規模な情報システムであるため、システム利用者、企業の情報システム部門、情報システムの開発部門、運用部門といった具合に各組織に分断した体制でIT推進が実施される傾向にある。
従来はウォーターフォール・モデルを採用する開発が主流であったため、各々の工程(フェーズ)で完結する組織形態を採用した方が効率が良かったが、アジャイルソフトウェア開発等の新しい開発モデルの普及に伴い、迅速なシステム開発や継続的なシステム改良を目指すDevOpsの考え方が広まった。
特に欧米では企業が情報システムを内製しているため、DevOpsの実現を可能にする新しい開発ツールの採用が重視されるが、日本は情報システムを情報子会社やシステムインテグレーター等の外部の開発組織、運用組織に頼っているため、ビジネス部門との連携が圧倒的に不足するという構造的な問題がある。そのため、近年はIT推進の高度化に伴いBizDevOpsを目的とした情報システムの内製化や各組織の一体運営が重視されるようになった。